# 蜂王漿

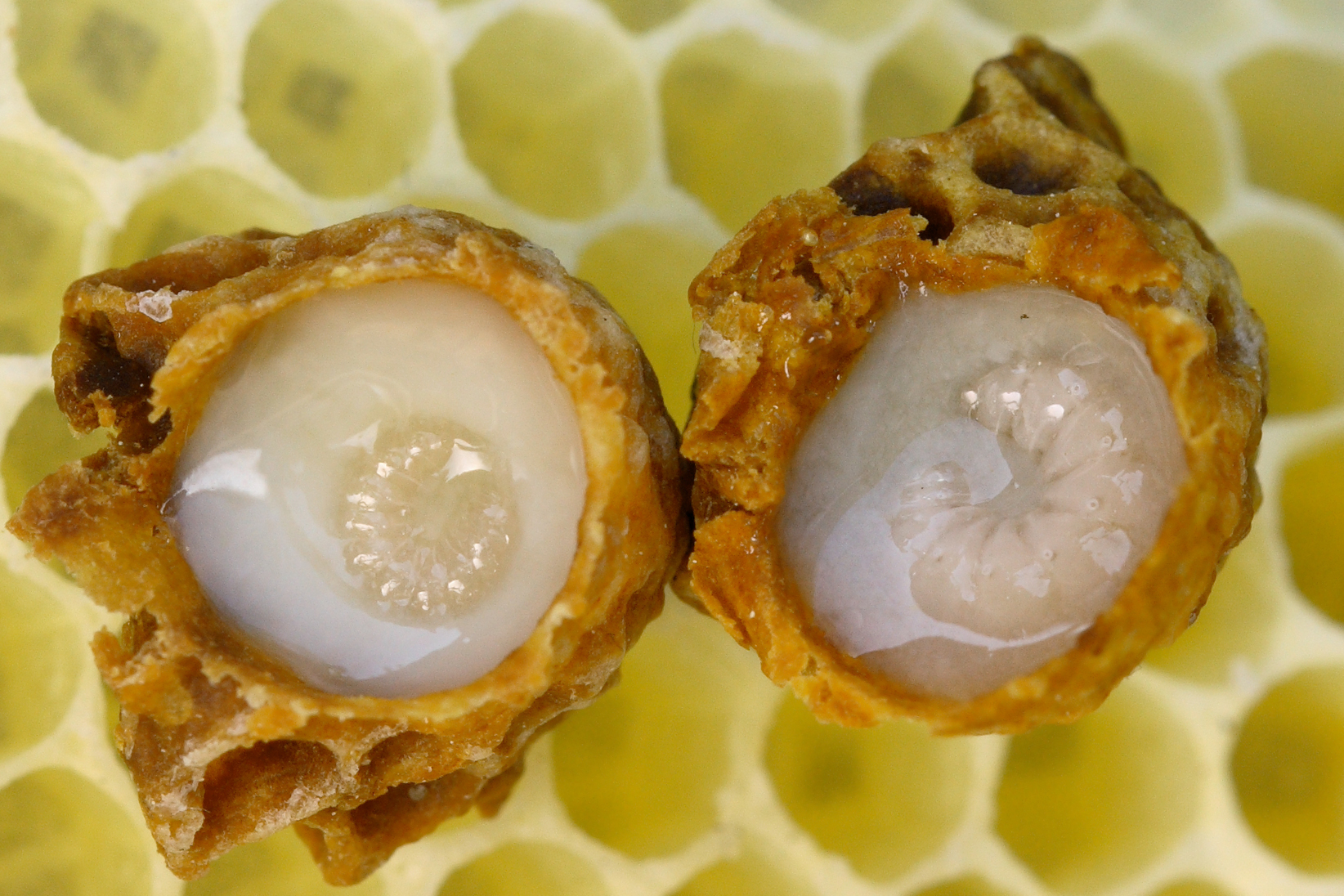
發育中的蜂后在蜂王漿中

蜂王漿（英語：Royal jelly），又稱蜂皇漿、蜂王乳等，是工蜂的一種分泌物，餵食蜂后的食物。蜂王漿是由蜂群中的哺育工蜂以其舌腺和上颚腺等腺体分泌的浆状物，初出生的蜂幼蟲只要一直食用蜂王漿便會發育成為蜂后，否則就會發育成為工蜂。
蜂王漿富含MRJP蛋白，具有食療功效，属于營養補充品。
在蜜蜂社會中，工蜂和蜂后在卵階段都是雌性。然而，雌蜂幼蟲在孵化後的前三天吃蜂王漿，從第四天開始，雌蜂幼蟲就只吃蜂蜜和花粉，最終變成工蜂。另一方面，成為蜂后的雌蜂在孵化後的餘生中繼續以營養豐富的蜂王漿為食。它也是蜂后一生中唯一的能量來源。
成年蜂后與工蜂相比，體型大2至3倍，壽命長30至40倍。它們具有截然不同的特徵和能力，蜂王每天能夠持續產卵約 1,500 個，而工蜂則不能產卵。
與蜂蜜一樣，蜂王漿也是從蜂巢中採取的，但與蜂蜜不同的是，它通常呈白色奶油狀，具有類似於發酵食品的特有酸味，因此大多數市售產品都是軟膠囊或片劑的形式。

## 成分
蜂王漿含有維生素 B（泛酸 [B5] 和吡哆醇 [B6]）等成分，因此被收集並作為營養補充品，聲稱具有多種健康益處。總成分為67%水，12.5%粗蛋白（royalicin、royactin、apicin）及少量各種胺基酸（賴氨酸、蛋氨酸、蘇氨酸），11%單醣，含量相對較高含有5% 脂肪酸（癸烯酸）。它還含有許多微量礦物質、葉酸、植物固醇、某些酵素、抗菌/抗生素和少量維生素C。但是不含脂溶性維生素A、D、E、和K。
蜂王乳的胺基酸評分（表示蛋白質品質和必需胺基酸平衡的評分）為100，與雞蛋評分相同，含有豐富的優質蛋白質。
但也因為富含蛋白質，在極少數情況下，患有氣喘和食物過敏的人會出現嚴重的過敏症狀，包括氣喘、蕁麻疹和過敏反應。在日本含有蜂王乳的保健食品有明確的標籤，以防止患有氣喘或食物過敏的人食用。
另一方面據報道，將蜂王乳的蛋白質分解為勝肽和胺基酸，可以降低過敏症狀的風險。

## 蜂王漿的作用
1,對手腳冰涼

一項對 24 名年輕女性進行的隨機安慰劑對照試驗表明，蜂王漿可有效提高對寒冷的敏感性。在實際測試中，用熱成像技術分析了手在20℃冷水中浸泡1分鐘後體溫的恢復情況，結果發現，對寒冷敏感的人服用蜂王漿（2.8克/天）兩週後，體溫恢復情況對比服用對照劑組更明顯，體溫恢復得更快。
2,對肩頸僵硬

對33 名年齡在40 至59 歲之間、有肩部僵硬症狀的健康女性進行了一項雙盲、安慰劑對照研究，結果表明，攝入酶降解蜂王漿可有效減輕肩部僵硬症狀。研究中，連續攝取糊精（安慰劑）或酵素分解蜂王乳（1200 mg）4週，調查肩部僵硬的主觀症狀以及肩部表面血流和肌肉僵硬的變化。發現有效緩解僵硬並改善肩部僵硬，但肩部表面的血流並沒有觀察到變化。
3，多種主觀症狀

對 27 名正在接受治療的門診和住院患者額外服用蜂王漿以確定其臨床療效，據報道，蜂王漿對於改善偶爾出現的頭重、疲勞、厭食和無活力等症狀非常有效。
4,精神壓力關聯

當大鼠受到高溫和潮濕的壓力時，測量它們在水中保持不動的時間（昏睡狀態的時間），在未給予蜂王漿的大鼠中，時間為215秒，但給予蜂王漿後，時間縮短至188秒。據研究，蜂王漿可以有效改善因壓力引起的精神疲勞。
5，抗菌活性

將蜂王漿在-40℃、5℃、室溫、37℃保存並測定其抗菌活性，結果表明，保存溫度越低、越新鮮的蜂王漿抗菌活性越高。此外，即使在室溫或37°C下，抗菌活性也不會降低到10%以下。經調查抗菌活性成分發現它們是蜂王乳特有成分10-羥基-2-癸烯酸和10-羥基癸酸。
6，對小鼠肌肉力量的影響

當給19-20月齡的老年小鼠服用蜂王漿時，發現它們的肌肉質量增加。這種效果的增加取決於蜂王漿的服用量，酶降解蜂王漿的增加幅度比未酶降解的蜂王漿更大。此外，即使在肌肉受損的老年小鼠中，蜂王漿也被發現可以促進肌肉細胞增殖，並可能減少與年齡相關的肌肉衰退的可能性。

## 外部連結
- 腺苷 Adenosine （页面存档备份，存于） 中草藥化學圖像數據庫 (香港浸會大學中醫藥學院) （中文）（英文）